# عبد المولى أمهز
عبد المولى محمد أمهز (1913 – 1996)، سياسي ونائب لبناني سابق، يتحدر من بيت له دور في حركة استقلال لبنان عن فرنسا عام 1943 ميلادي.

## ولادته ونشأته
ولد في بلدة نبحا البقاعية (قضاء بعلبك)، وذلك في العام 1913 ميلادي، تلقى علومه في مدارس بعلبك، ولم يتابع في دراساته بل تفرّغ غلى الأعمال الزراعية والتعهدات العامة.
تطوع في السلك العسكري في أيام شبابه وعمل في قوى الأمن الداخلي وكان من الذين التحقوا بحكومة بشامون في العام 1943 ميلادي، في حركة معارضة للإنتداب الفرنسي على لبنان.
كان من أنصار الرئيس صبري حماده وكان منزل عائلته (والده) في نبحا مأوى للثوار ضد الحكم الفرنسي.

## في النيابة
انتخب نائبا عن البقاع (قضاءي بعلبك والهرمل) في العام 1972 ميلادي، وفاز وحده من اللائحة المنافسة للائحة الرئيس صبري حمادة، وظل نائبا حتى العام 1992 ميلادي بحكم قوانين التمديد للمجلس النيابي اللبناني.
أثناء نيابته كان عضوا في لجان الأشغال والزراعة والدفاع الوطني.

## اسرته
متأهل من السيدة وداد سلهب ولهما: أحمد وحسن ومصطفى ونهاد وفاتن وراغدة.

## وفاته
توفي في العام 1996 ميلادي.